# Перич, Николас
Николас Мирослав Перич Вильярреал (исп. Nicolás Miroslav Perić Villarreal; 19 октября 1978, Талька, Чили) — чилийский футболист хорватского происхождения, вратарь клуба «Рейнджерс» и сборной Чили.

## Клубная карьера
Перич — воспитанник клуба «Рейнджерс» из своего родного города. В 1998 году он дебютировал за основной состав в чилийской Примере. Николас быстро завоевал место в основе и на протяжении пяти сезонов был основным вратарём «рейнджеров». В 2004 году Перич перешёл в «Универсидад де Консепсьон», который усиливался в преддверии Кубка Либертадорес. 19 октября, в свой день рождения, в поединке Южноамериканского кубка против боливийского «Боливара» он забил свой первый гол в карьере. Впоследствии Николас получил полугодовую дисквалификацию, потому что перед матчем выпил чай из листьев коки и допинг-тест это подтвердил. В 2005 году Перич недолго выступал за «Унион Эспаньола», после чего присоединился к «Аудакс Итальяно», где смог перезапустить карьеру.
В 2008 году Николас перешёл в турецкий «Генчлербирлиги». 28 января в матче против «Бурсаспора» он дебютировал в турецкой Суперлиге. В Анкаре у Перича были сложности с адаптацией и попаданием в основу.
В начале 2009 года Николас вернулся на родину, присоединившись к «Эвертону» из Винья-дель-Мар. 14 февраля в матче против «Депортес Икике» он дебютировал за новую команду. Летом того же года Перич принял приглашение аргентинского «Архентинос Хуниорс». 26 сентября в матче против «Годой-Крус» он дебютировал в аргентинской Примере. В своём дебютном сезоне Николас помог клубу выиграть чемпионат. Летом 2010 года Перич перешёл в парагвайскую «Олимпию». 18 июля в матче против «Спорт Колумбия» он дебютировал в парагвайской Примере.
В 2011 году Перич вернулся на родину, подписав контракт с «Кобрелоа». 31 января в матче против своего бывшего клуба «Унион Эспаньола» он дебютировал за новую команду. По окончании сезона Николас вернулся в «Рейнджерс», где отыграл следующие два сезона. Летом 2014 года Перич перешёл в «Кобресаль». 21 июля в матче против «Универсидад де Чили» он дебютировал за новый клуб. В 2015 году Николас стал чемпионом Чили в составе «Кобресаль». Летом того же года он вернулся в «Аудакс Итальяно».

## Международная карьера
31 марта 2003 года в товарищеском матче против сборной Перу Перич дебютировал за сборную Чили. В 2007 году Николас попал в заявку сборной на участие в Кубке Америки. На турнире он был запасным и на поле не вышел.

## Достижения
Командные
 «Архентинос Хуниорс»
- Чемпионат Аргентины по футболу — Клаусура 2010

 «Кобресаль»
- Чемпионат Чили по футболу — Клаусура 2015